# Cabdill pit-rogenc
El cabdill pit-rogenc (Hemitriccus cinnamomeipectus) és un ocell de la família dels tirànids (Tyrannidae).

## Hàbitat i distribució
Habita la selva pluvial dels Andes del nord del Perú.